# Кмара
„Кмара“ (на грузински: კმარა: Достатъчно!/Стига!) е гражданско съпротивително движение в Грузия, участвало активно в протестите преди и през ноември 2003 г. в Революцията на розите, която сваля правителството на Едуард Шеварднадзе.
Прилича на сръбското движение „Отпор!“, което подпомага свалянето на режима на Слободан Милошевич през 2000 г. Членове на „Кмара“ са поддържани и обучавани от влиятелната грузинска организация Liberty Institute и финансирани от „Отворено общество“, регистрирано в САЩ.
Движението е хибрид между социално движение и виртуална неправителствена организация, който модел се оказва много успешен за организиране на млади грузинци, предимно студенти, срещу управлението на Шеварднадзе. Макар че се съюзява с опозиционни партии, особено с Обединеното национално движение на Михаил Саакашвили, поведението и тактиката на „Кмара“ са непартийни, акцентирани върху критика на корупцията и неуспехите на режима на Шеварднадзе, а не към подкрепа на отделни политици и партии.

## Създаване
Движението „Кмара“ възниква през април 2003 г. То е създадено от грузински активисти, студенти, обучавани в сръбския „Отпор!“ чрез финансиране от института „Отворено общество“. Обучението се фокусира върху възприемане на опита за ненасилствени действия на сръбската организация; логото на Кмара е почти копие на това на „Отпор!“ – свит юмрук.

## Тактика
„Кмара“ организира децентрализираната мрежа от регионални организащии и използва прости, но ефективни методи за създаване на мащабно движение срещу Шеварднадзе. На много места – по стени, сгради и улици, в цяла Грузия със спрей е изписано „Кмара“. Лозунгът бързо се възприема от тези, които са против корумпирания режим на Шеварднадзе. Тези усилия се допълват от шумни протестни действия и агресивна медийна кампания. Според съоснователя на „Кмара“ Георги Канделаки организацията успява да преодолее политическата апатия на обществото, особено сред младежите.

## Дейност
Мащабът на действията на „Кмара“ нараства през ноември 2003 г., когато наближават парламентарните избори и много грузинци се опасяват, че правителството ще прибегне до изборни измами.
На 14 април 2003 г. „Кмара“ провежда своята първа проява, когато около 200 студенти от Тбилиския държавен университет провеждат протестно шествие и искат оставката на правителството и Шеварднадзе и издигат лозунга „Кмара“. Организацията провежда редица антиправителствени действия, предизвиквайки критика от съюзниците на Шеварднадзе, които първоначално предполагат, че движението е финансирано от руските специални служби.
На 6 август 2003 г. полицията употребява сила, за да разпръсне митинг на „Кмара“ срещу настаняването на руската енергийна компания УЕП на грузинския енергиен пазар. „Кмара“ застава начело на масовите митинги след парламентарните избори през ноември 2003 г., които са критикувани от опозицията, неправителствени организации и международни наблюдатели.
След като дейността на „Кмара“ довежда до падането на Едуард Шеварднадзе, „Кмара“ съсредоточава усилията си в Аджария.